# Guy Fawkes
Guy Fawkes (n. 13 aprilie 1570 – d. 31 ianuarie 1606), numit și Guido Fawkes (nume adoptat în timp ce lupta de partea spaniolilor în Țările de Jos), era membru al unui grup de restauraționiști catolici din Anglia care au plănuit "Complotul Prafului de Pușcă" din 1605. Scopul lor era înlăturarea guvernării protestante din țară prin aruncarea în aer a clădirii Parlamentului în timp ce înăuntru se aflau regele James I și întreaga nobilime protestantă (dar și o mare parte din cea catolică). Conspiratorii credeau că aceasta este o reacție necesară față de ceea ce ei considerau a fi discriminarea sistematică împotriva catolicilor englezi.

## Complotul
Complotul Prafului de Pușcă a fost condus de Robert Catesby, dar Fawkes a fost cel însărcinat cu punerea sa în aplicare. El a fost arestat cu câteva ore înainte de explozia plănuită, în timpul unei inspecții a subsolului Parlamentului de la primele ore ale dimineții de 5 noiembrie, inspecție declanșată după primirea unei scrisori anonime de avertisment.
Noaptea lui Guy Fawkes se sărbătorește în Regatul Unit și în unele țări ale Commonwealth-ului în ziua de 5 noiembrie, și comemorează complotul, festivitate în care se arde o păpușă ce-l reprezintă pe Fawkes, adesea însoțită de un foc de artificii. Termenul englez guy, care înseamnă om sau bărbat, provine de la numele lui Fawkes.
Guy Fawkes a întruchipat unul dintre cei mai admirați rebeli din toate timpurile.
Masca atribuită lui a revenit recent în actualitate, ca un simbol al celor care se opun abuzurilor regimurilor politice de pe întreg mapamondul.
Masca este purtată cu mândrie și de susținătorii mișcării "Occupy Wall Street" sau cei grupați sub numele de "Anonymous".

## Pedeapsă
Guy Fawkes a fost prins, torturat, judecat și condamnat (ședința de judecată fiind prezidată de Sir John Popham), apoi executat.